# 淺井政貞
淺井政貞（?—1581年6月25日），日本戰國時代至安土桃山時代的武將。織田氏家臣。尾張國中島郡苅安賀城（現今一宮市苅安賀）城主。父親是淺井高政。

## 出身
根據系譜記載，屬於近江國的淺井氏的庶流，不過因為近江淺井氏在當時變得有名，所以亦被認為是假冒（另一説是杉原氏、木下氏的親族）。
另外，因為原黑田城（現今一宮市木曾川町黑田）城主的兒子山內一豐在浪人時期（永祿初年），一時投靠家中，所以亦被認為與山內氏有血緣關係（山內家所藏的『御武功記』中記載，一豐和新八郎是表親）。

## 生平
生年不詳。仕於織田信長的時期被認為是在尾張統一之前，成為赤母衣眾之一。永祿11年（1568年），在信長上洛時，與木下秀吉等人一同參加近江國神崎郡的觀音寺城之戰（『信長公記』）。
天正2年（1574年）以後，被置於負責支配尾張國、美濃國的信長的長男信忠配下。天正4年（1576年），跟隨信忠向播磨國出兵。在天正9年5月24日（1581年6月25日）死去（『尾張群書系圖部集』）。戒名是証源院淨心居士。